# Дилер 2
Дилер 2 (дан. Pusher 2; також відомий як «Дилер 2: З кров'ю на руках») — данська кримінальна драма 2004 року, другий фільм однойменної трилогії, що розповідає про життя наркодилерів у Копенгагені.

## Сюжет
Сюжет фільму починається через деякий час після першої частини, коли Тонні відбуває свій останній день тюремного ув'язнення. Його сусід по камері виголошує монолог, в якому радить Тонні побороти свій страх. Потім він нагадує йому, що той винен йому гроші, але вирішив дати йому більше часу з поваги до батька Тонні, Герцога, жорстокого гангстера. Вийшовши на волю, Тонні приходить до батькового гаражного бізнесу в пошуках роботи. У Герцога вже є молодший син від іншої матері, і він приймає Тонні холодно, але врешті-решт дозволяє йому працювати на себе на випробувальному терміні. Намагаючись справити враження на батька, Тонні викрадає Ferrari, але машину наказують відігнати назад і герцог нещадно сварить Тонні за його безвідповідальність.
Під час спілкування зі своїм другом Ьо (дан. Ø), Тонні дізнається, що у нього є дитина від місцевої жительки Шарлотти. Шарлотта досі виховує дитину сама і вимагає, щоб Тонні почав платити їй аліменти. Тонні дає порожні обіцянки платити, але незабаром починає піклуватися про дитину. Тонні успішно бере участь у викраденні автомобіля для герцога, але змушений їхати в багажнику машини, бо в ній не залишилося вільних місць.
Тонні допомагає місцевому сутенеру і хулігану Курту укласти угоду з Міло, наркобароном з першого фільму, на поставку героїну. Коли один з головорізів Міло запізнюється, переляканий Курт зливає героїн в унітаз. Тепер у Курта немає ні грошей, ні наркотиків на продаж, і він не може повернути гроші, які позичив для угоди. Курт переконує Тонні допомогти йому купити пістолет і вистрілити собі в руку, щоб переконати покровителів Курта, що його пограбували. Під час відвідин Шарлотти та його сина Тонні вчиться міняти синові підгузник. Ьо спостерігає і дізнається, що збирається одружитися зі своєю дівчиною Грі і завести власну дитину.
На весільному прийомі Ьо герцог виголошує тост, в якому каже, що вважає його своїм сином, а потім докоряє Тонні. Тонні напивається і злиться, коли бачить, як Шарлотта нехтує їхньою дитиною, щоб нюхати кокаїн з Грі на кухні клубу. Він наполягає, щоб вона забрала дитину додому, але вона відмовляється, лаючи і принижуючи Тонні. Розлючений Тонні нападає на Шарлотту, поки кілька чоловіків не відтягують його. Зрозумівши, що вкотре виставив себе на посміховисько, Тонні залишає вечірку і зустрічає Курта, який затримується на вулиці. Курт переконує Тонні допомогти йому розгромити його квартиру, щоб підтвердити їхню історію про грабунок. Натомість Курт обіцяє замовити за Тонні слівце перед герцогом. Після того, як Курт нападає на повію, яка виходить з його спальні, він каже Тонні, що збирається її прикінчити, і Тонні, не бажаючи брати в цьому участі, йде. Курт розповідає, що його фінансовим спонсором є Герцог, і що він збрехав, щоб Тонні розділив з ним його борг.
Тонні відвідує свого батька, щоб знайти спосіб примиритися і сплатити борг. Він зголошується залякати колишню дружину герцога Жанетт, яка намагається отримати опіку над його молодшим зведеним братом, щоб змусити її відмовитися від позову про опікунство. Герцог вагається, чи доручати роботу Тонні, але його брат Ред ручається за нього, бо той добре впорався з завданням під час викрадення автомобіля. Герцог наполягає, щоб Тонні вбив Джанет, і той погоджується. Він відвідує Жанетт там, де вона працює, у борделі Курта, але не може здійснити вбивство. Повернувшись і зізнавшись у своїй невдачі батькові, герцог жорстоко лає його. Тонні зривається і жорстоко вбиває герцога викруткою. Він тікає і вирушає на пошуки Ьо, але замість цього знаходить Грі та Шарлотту, які знову вживають наркотики. Вони висміюють Тонні, а потім залишають дитину без нагляду. Тонні забирає дитину і сідає в автобус, щоб втекти з міста. Фільм закінчується кадром татуювання на потилиці Тонні з написом Respect.

## У ролях
- Мадс Міккельсен — Тонні, головний герой і проблемний хуліган.
- Лейф Сильвестр — Смедена, він же Герцог. Відомий гангстер і батько Тонні, який віддалився від нього.
- Анне Соренсен — Шарлотта, повія і мати дитини Тонні.
- Ойвінд Хаґен-Траберґ — Ьо, друг Тонні та довірений працівник герцога.
- Курт Нільсен — Курт, ненадійний сутенер і наркодилер.
- Карстен Шрьодер — Ред, брат і партнер Герцога.
- Марія Ервольтер — Грі, подруга Ьо.
- Златко Бурич — Міло, сербський наркобарон.
- Ільяс Агач — Мухаммед, злочинець-іммігрант і торговець зброєю.
- Лінсе Кесслер — Жанетт, повія та колишня дружина герцога.
- Свен Ерік Ескеланд Ларсен — Свенд.
- Майя Абабаджані — повія.

## Критика
Фільм отримав 100% на Rotten Tomatoes із середньою оцінкою 7,55/10 на основі 10 рецензій від критиків. Metacritic дав середню оцінку 78 зі 100, що означає «загалом схвальні відгуки».
Другий «Дилер» в порівнянні з першим був відзначений як більш виразна кінематографічна робота, яка раз у раз межує з казковим сюрреалізмом. Рецензент американської газети The Guardian назвав фільм дуже розумною і захопливою гангстерською картиною, незважаючи на всю її жорстокість і похмурість. Оглядач британського журналу Empire додав, що стрічка, як мінімум, дає всі підстави для перегляду «Дилер 3». Акторська гра Мадса Міккельсена, який зумів, за визначенням критика Variety, зобразити ніжність татуйованого та лютого на вигляд злочинця, удостоїлася низки кінонагород Данії, зокрема найвагомішої премії — «Боділ», що присуджується Данською національною асоціацією кінокритиків.

## Саундтрек
Саундтрек був написаний Петером Петером у співпраці з Петером Кайедом і виконаний групою The Bleeder Group. Саундтрек використовує оновлену версію втупної теми «Дилера», написану Петером Петером та Повлом Крістіаном для першого фільму. Ніколас Віндінґ Рефн організував каст «Полювання на саундтрек «Дилера 2» у співпраці з журналом GAFFA та сайтом Mymusic, щоб знайти нову музику для використання у фільмі. Серед обраних треків була пісня «Sad Disco» Келі Хлодверссона.
| #   | Назва                                        | Виконавець           | Тривалість |
| --- | -------------------------------------------- | -------------------- | ---------- |
| 1.  | «Theme from Pusher II»                       | The Bleeder Group    | 1:38       |
| 2.  | «Saturday Night»                             | Hyperlove            | 3:52       |
| 3.  | «Fly Away»                                   | DJ Nic               | 3:35       |
| 4.  | «Skinsong»                                   | A Rex                | 4:04       |
| 5.  | «Underworld 2»                               | Lovelight            | 4:28       |
| 6.  | «Tonny’s Theme»                              | The Bleeder Group    | 0:57       |
| 7.  | «The Voice of the Rumspringa Thruth Goddess» | Mormon’s Revenge     | 5:05       |
| 8.  | «My First Kill»                              | Loopy                | 4:05       |
| 9.  | «Sad Disco»                                  | Keli Hlodversson     | 3:35       |
| 10. | «Du Har Chancen»                             | Monstah              | 4:09       |
| 11. | «Did You Feel Low»                           | A Rex                | 6:07       |
| 12. | «Amber Green Re-Revisited Massive Return»    | The Bleeder Group    | 5:14       |
| 13. | «Tarok»                                      | Lovelight            | 6:16       |
| 14. | «The Acoustics of Crime»                     | Peter Peter and Kyed | 1:56       |
| 15. | «With Blood On My Hands»                     | The Bleeder Group    | 7:49       |
| 16. | «With Blood On My Hands» (UK Version)        | The Bleeder Group    | 5:27       |